# Hansen (dokumentarfilm)
 For alternative betydninger, se Hansen. (Se også artikler, som begynder med Hansen)
Hansen er en dansk propagandafilm fra 1950 med instruktion og manuskript af Ove Sevel.

## Handling
I tragikomisk farcestil vises to familiers skæbne: forsikret og uforsikret. Handlingen foregår dels her, dels hisset. Film gør propaganda for, at alle familiefædre bør tegne en livsforsikring.

## Medvirkende
- Miskow Makwarth, Hansen
- Tecla Boelsen
- Svend Petersen, speak